# Cratere Fermi
Fermi è un cratere lunare intitolato al fisico italiano Enrico Fermi.

## Descrizione
È una formazione molto grande che si trova sul lato nascosto della Luna. Una delle sue caratteristiche principali è il grande cratere Tsiolkovskiy, che si trova sul bordo sudorientale di Fermi. A differenza di Tsiolkovskiy, il fondo del cratere Fermi non è coperto dalla scura lava basaltica, dunque è sostanzialmente indistinguibile dal terreno circostante. Se si trovasse sul lato visibile del satellite sarebbe certamente uno dei crateri più notevoli; le sue dimensioni, 183 km di diametro, sono grossomodo uguali a quelle del cratere Humboldt, che si trova a parecchie centinaia di chilometri a ovest-sudovest.
Tale formazione è stata significativamente erosa e danneggiata da impatti seguenti, e parecchi crateri, anche di dimensioni notevoli, sono visibili sia sul bordo che nel fondo di Fermi. Il cratere Delporte, situato sull'orlo nordoccidentale, è il più grande; un po' più a est sull'orlo settentrionale si trova il cratere Litke. Il piccolo cratere Xenophon è circa al centro del bordo meridionale. Nella metà sud del fondo si trovano i crateri Diderot e Babakin.
Il bordo è conservato meglio lungo la metà settentrionale; quella meridionale, invece, è ormai visibile soltanto come un tratto di terreno irregolare. Il fondo interno di Fermi, modificato pesantemente dalla nascita di Tsiolkovskiy, presenta delle striature sulla parte nordest, ed alcuni crinali paralleli lungo il bordo occidentale di Tsiolkovskiy. Il resto del fondo è abbastanza livellato, sebbene sia punteggiato da piccoli crateri. La sezione centrale in particolare presenta numerosissime formazioni.